# 普法夫施文德
普法夫施文德（德語：Pfaffschwende）是德国图林根州的市镇，隶属于艾希斯费尔德县。总面积为4.02平方千米，截至2023年12月31日总人口为281人。